# Konflikt v Severním Irsku
Konflikt v Severním Irsku (anglicky The Troubles; česky: Trable) označuje etnicko-nacionalistický konflikt v Severním Irsku, který v různých obdobích probíhal i v částech Irska, Anglie a pevninské Evropy. Rozpor začal na konci 60. let 20. století a za jeho konec se většinou označuje belfastská „Velkopáteční“ dohoda z roku 1998 (přestože ojedinělé projevy násilí stále pokračují).
Konflikt byl především politický, ale měl také etnické a náboženské rozměry. Klíčovou otázkou bylo ústavní postavení Severního Irska. Loajalisté, kteří se řadí převážně mezi protestanty britské národnosti, chtějí zachovat Severní Irsko jako součást Spojeného království (proto bývají též nazýváni unionisté). Irští nacionalisté jsou většinou katolíci a vidí sami sebe jako Iry. Jejich ambicí je odtržení Severního Irska od Spojeného království a sloučení v jednotném Irsku.
Konflikt začal v průběhu kampaně za ukončení diskriminace katolické menšiny ze strany unionistické vlády a policie. Dalším důvodem bylo zavedení internací (vězení bez soudu) pro nacionalisty a použití nelegálních výslechových metod původně označovaných jako mučení. Hlavními účastníky konfliktu byly republikánské polovojenské jednotky (např. Dočasná IRA), loajalistické polovojenské jednotky (např. UDA nebo UVF), britské státní bezpečnostní síly (britská armáda, RUC a Severoirské policejní síly), političtí aktivisté a politici. Irské bezpečnostní síly hrály jen malou roli. Během konfliktu přišlo o život více než 3 500 lidí.

## Konec 60. let
Nepanuje obecná shoda, kdy konflikt v Severním Irsku začal. Historici uvádějí různá data např. vytvoření moderního Sboru ulsterských dobrovolníků v roce 1966, pochod za občanská práva v Derry 5. října 1968, začátek bitvy o Bogside 12. srpna 1969 nebo rozmístění britských sil 14. srpna 1969.

### Kampaň za občanská práva
V polovině 60. let začala nenásilná kampaň na podporu občanských práv katolíků v Severním Irsku. Ta zahrnovala skupiny jako Severoirské sdružení za občanská práva (NICRA – Northern Ireland Civil Rights Association), Kampaň pro sociální spravedlnost (CSJ), Akční výbor občanů Derry (DCAC) a Lidovou demokracii.
Cíle kampaně:
- Konec diskriminace v zaměstnání
- Konec diskriminace v přidělování bydlení
- Jeden člověk, jeden hlas – v severním Irsku mohl volit jen ten kdo vlastnil dům zatímco ve zbytku Spojeného království mohl volit každý dospělý.
- Spravedlivé volby – to znamenalo, že nacionalisté mají menší volební sílu než unionisté i tam kde nacionalistů byla většina.
- Reforma policie (Královské ulsterské policie, RUC) – v níž byli téměř všichni její příslušníci protestanti a byli obviňováni z náboženské diskriminace a policejní brutality.
- Zrušení zákona o zvláštních pravomocích – Umožňoval policii zatknout a uvěznit lidi bez obvinění nebo soudu, zakázat jakékoliv shromáždění a pochody. Tento zákon byl používán téměř výhradně proti katolíkům.[20][21][22][23][24]

Někteří unionisté podezřívali hnutí za občanská práva, že je pouze agentem IRA jehož konečným cílem je sjednotit Irsko. Ačkoli republikáni a členové IRA pomáhali vytvořit a řídit hnutí, neměli v něm hlavní slovo.
V březnu a dubnu 1966 irští nacionalisté pořádali průvody v celém Irsku na oslavu 50. výročí Velikonočního povstání. 8. března 1966 skupina irských republikánů dynamitem odpálila Nelsonův sloup v Dublinu. V té době byla IRA slabá a nezabývala se ozbrojenými akcemi, ale někteří unionisté varovali, že bude opět oživena, aby zahájila kampaň proti Severnímu Irsku. V dubnu 1966 loajalisté pod vedením Iana Paisleye vytvořili Ulsterský ústavní obranný výbor (UCDC). Vytvořila polovojenské křídlo s názvem Ulsterští protestantští dobrovolníci (UPV).
Ve stejné době se loajalistická skupina ulsterské dobrovolnické síly (UVF) objevila na Shankill Road v Belfastu. Byla vedena bývalým britským vojákem Gustem Spencem. Mnoho jejích členů bylo také členy UCDC a UPV. V dubnu a květnu 1966 útočili zápalnými bombami na katolické domy, školy a firmy. Jedna z těchto bomb zabila starší protestantskou vdovu Matildu Gouldovou. Dne 21. května vydala UVF prohlášení ve kterém vyhlásila válku IRA a komukoliv kdo jí pomáhá. Dne 27. května UVF smrtelně postřelila katolického civilistu Johna Sculliona. O měsíc později zastřelili tři katolíky poté, co vyšli z baru. Krátce poté byla UVF vládou Severního Irska zakázána. V lednu 1967 bylo zformováno Severoirské sdružení pro občanská práva (NICRA – Northern Ireland Civil Rights Association).
Dne 20. června 1968 občanskoprávní aktivisté protestovali v podřepu proti diskriminaci v domě v Caledone. Místní rada přidělila dům svobodnému devatenáctiletému protestantovi místo toho, aby ho přidělila dvěma velkým katolickým rodinám s dětmi. Důstojníci RUC protestující násilně z domu vyhnali. Nacionalistický člen parlamentu Austin Currie přednesl svou stížnost zastupitelstvu ve Stormontu, ale bylo mu řečeno aby odešel. Tento incident oživil hnutí za občanská práva.
Dne 24. srpna 1968 hnutí za občanská práva uspořádalo svůj první pochod za občanská práva z Coalisland do Dungannonu. V průběhu následujícího roku se konalo mnoho dalších pochodů. Loajalisté (zejména členové PUE) napadali některé z těchto protestů a pořádali protidemonstrace ve snaze zakázat pochody. 5. října 1968 byl zakázán pochod za občanská práva v Derry severoirskou vládou. Když se aktivisté vzepřeli zákazu, RUC obklopila demonstranty a začala je bít. Více než 100 lidí bylo zraněno, mezi nimi i řada nacionalistických politiků. Tento incident byl natočen i televizním štábem a vysílal se po celém světě. Následovaly dvoudenní střety mezi nacionalisty a RUC v Derry.
Několik dní nato se v Belfastu zformovala studentská organizace – Lidová demokracie. Na konci listopadu O'Neill slíbil hnutí za občanská práva úlevy, nacionalisté je považovali za nedostatečné a loajalisté zase za příliš rozsáhlé. 1. ledna 1969 zahájila Lidová demokracie čtyřdenní pochod z Belfastu do Derry, který byl opakovaně obtěžován a napadán loajalisty. Na Burntollet Bridge byl napaden asi 200 loajalisty včetně policistů mimo službu vyzbrojenými železnými tyčemi, cihlami a rozbitými lahvemi. V Derry byl pochod napaden podruhé. Ještě té noci začali důstojníci RUC útočit na katolické domy a útočili a ohrožovali obyvatele ve čtvrti Bogside v Derry. Obyvatelé pak uzavřeli Bogside barikádami před policisty a vytvořili „Free Derry“, která se na jistý čas stala no-go zónou pro bezpečnostní složky. V březnu a dubnu 1969 loajalisté útočili na vedení vody a elektrické energie v Severním Irsku a obviňovali z toho spící buňky IRA a hnutí za občanská práva. Některé útoky nechaly velkou část Belfastu bez vody a elektřiny. Loajalisté doufali, že tyto útoky donutí O'Neilla odstoupit a ukončit jakékoliv ústupky vůči nacionalistům. Mezi 30. březnem a 26. dubnem bylo uskutečněno šest bombových útoků, britská armáda byla vyslána chránit tato vedení. Unionistická podpora pro O'Neilla slábla a 28. dubna rezignoval na post předsedy vlády.

### Nepokoje v srpnu 1969 a jejich dohra
Dne 19. dubna došlo k střetu mezi demonstranty NiCr a RUC a loajalisty v Bogside. RUC vešla do domu Samuela Devennyho, katolického civilisty a zbila ho spolu s jeho dvěma dospívajícími dcerami a rodinným přítelem. Jedna z dcer byla zbita do bezvědomí. Devenny dostal infarkt a zemřel 17. července na následky zranění. Dne 13. července důstojníci RUC zbili katolického civilistu Francise McCloskey během střetů v Dungiven. Na následky zranění zemřel následující den.
Dne 12. srpna loajalistická skupina Apprentice Boys pochodovala na okraji Bogside. Loajalisté a nacionalisté se začali slovně napadat. Poté, co po nich nacionalisté začali házet kameny a zápalné bomby, RUC se pokusila zaútočit na Bogside. RUC použila slzný plyn, obrněná vozidla a vodní děla, ale byla držena v šachu stovkami nacionalistů. Pokračující boje se staly známé jako Bitva o Bogside a trvaly dva dny.
V reakci na události v Derry, nacionalisté uspořádali protesty při základnách RUC v Belfastu a jinde. Některé z nich vedly ke střetům s RUC. V Belfastu loajalisté odpověděli tím, že napadli nacionalistické čtvrti, zapalovali domy a obchody. Udály se tam přestřelky mezi nacionalisty a RUC a loajalisty a nacionalisty. Skupina asi 30 členů IRA se zapojila do bojů v Belfastu. RUC nasadila obrněná vozidla Shorland s těžkými kulomety Browning. Shorland nařídil dvakrát palbu na panelové domy v nacionalistické čtvrti a zabili 9letého chlapce Patricka Rooneyho. RUC zahájila palbu na výtržníky v Armaghu, Dungannonu a Coalislandu.
Dne 13. srpna premiér Irska Jack Lynch pronesl v televizi projev, v němž odsoudil RUC a uvedl, že irská vláda již nemůže přihlížet napadání nevinných lidí. Vyzval k nasazení mírových sil OSN a řekl, že v hrabství Donegal nedaleko Derry byly zřízeny polní nemocnice. Lynch dodal, že irské znovusjednocení by bylo jediným trvalým řešením. Někteří si tuto řeč vyložili jako hrozbu vojenského zásahu. Po nepokojích Lynch předložil irské armádě plán na rychlou humanitární pomoc pro Severní Irsko. Plán s názvem cvičení Armageddon byl odmítnut a zůstal utajen po více než tři desetiletí.

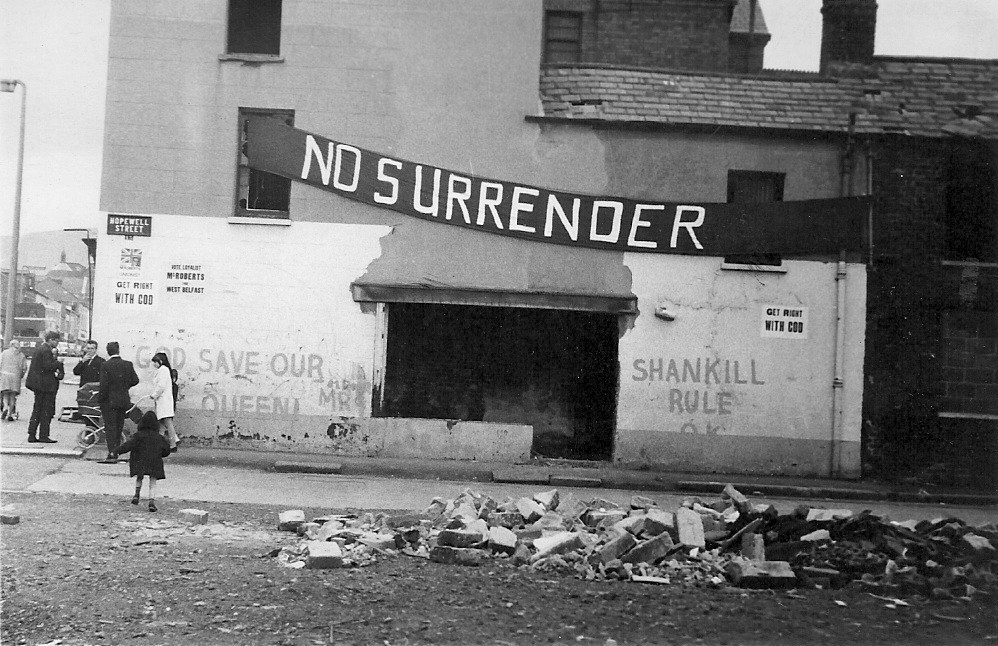
Loajalistický prapor a graffiti na budově v Shankill Road v Belfastu (1970)

Ve dnech 14.–15. srpna byli v Derry a Belfastu nasazeni britští vojáci, aby obnovili pořádek, ale nesnažili se vstoupit do Bogside. Osm lidí bylo zastřeleno a více než 700 bylo zraněno (z toho 133 postřelených) a více než 400 domů a podniků bylo zničeno (83 % vlastnili katolíci). Více než 1800 rodin muselo opustit své domovy, z toho 1505 katolických a 315 protestantských. Irská armáda zřídila uprchlické tábory v Irsku v blízkosti hranic. Mnoho, ale ne všichni nacionalisté nejdříve přivítali nasazení britské armády, protože nedůvěřovali RUC.
Po nepokojích byla zřízena Huntova komise, která měla zkoumat RUC. Ta 12. října zveřejnila zprávu, ve které doporučila aby RUC byla odzbrojena a aby byla rozpuštěna B-Specials. Tuto noc loajalisté vyšli do ulic, protestovat proti této zprávě. Během násilí v Shankill členové UVF zastřelili důstojníka RUC Victora Arbuckleho. V říjnu a prosinci provedli UVF řadu malých bombových útoků v Irsku.

## 70. léta

### Vyvrcholení násilí a kolaps Stormontu
V letech 1970 až 1972 došlo k explozi politického násilí v Severním Irsku. V roce 1972 zemřelo téměř 500 lidí, z nichž byla něco více než polovina civilisté. Byl to nejkrvavější rok v celé historii konfliktu.
Koncem roku 1971 bylo v Derry 29 barikád, které blokovaly přístup k takzvanému „Free Derry“. Šestnáct z nich nebylo dokonce průjezdných ani jednotunovým obrněným vozidlům britské armády. Mnoho z republikánských no-go zón bylo řízených jednou ze dvou frakci IRA. Existuje několik důvodů, proč násilí vyvrcholilo v těchto letech. Unionisté tvrdí, že hlavním důvodem bylo vytvoření prozatímní irské republikánské armády (Dočasná IRA) a Oficiální irské republikánské armády (Oficiální IRA). Tyto dvě frakce vznikly poté, co se IRA rozdělila. Zatímco starší IRA prosazovala nenásilnou občanskou kampaň, nová Prozatímní IRA si stanovila vést proti britské vládě v Severním Irsku ozbrojený boj. Dočasná IRA na sebe vzala roli obránce katolické komunity.
Nacionalisté poukázali na události, které vysvětlují prudký nárůst násilí v těchto letech. Jednou z nich byl Zákaz vycházení ve Falls v červenci 1970, kdy 3000 vojáků uvalilo zákaz vycházení na nacionalistickou část Belfastu Dolní Falls. Během přestřelek mezi britskou armádou a Oficiální IRA, ve kterých bylo vypáleno více než 1500 nábojů, byli zabiti čtyři lidé. Dalším z nich bylo zavedení internací bez soudu v roce 1971 (mezi prvními 350 uvězněnými nebyl ani jeden protestant). Kvůli špatně organizované zpravodajské službě bylo mezi internovanými jen velmi málo republikánských aktivistů, ale někteří internovaní se po těchto zkušenostech zradikalizovali. Třetí událost, která způsobila zvýšení náboru do IRA, byla Krvavá neděle, 30. ledna 1972, kdy bylo britskou armádou zastřeleno třináct neozbrojených civilistů (čtrnáctá oběť zemřela na následky zranění o několik měsíců později).
Dočasná IRA nebo „Provost“ se snažila vystupovat jako ochránce nacionalistické komunity. Oficiální IRA zahájila svou ozbrojenou kampaň jako odpověď na pokračující násilí. Dočasná IRA zahájila svou ofenzivní kampaň v roce 1971 kdy Armádní rada IRA schválila útoky na britskou armádu.
V roce 1972 Prozatímní IRA zabila přibližně 100 příslušníků bezpečnostních sil, 500 zranila a provedla zhruba 1300 bombových útoků na obchodní cíle, které považovala za „umělou ekonomiku“. Bombová kampaň zabila mnoho civilistů zejména během Krvavého pátku 21. července 1972, kdy 22 bomb v centru Belfastu zabilo sedm civilistů a dva vojáky.
Během stejného roku Oficiální IRA zabila desítky vojáků a několik dalších zranila, většinou během přestřelek. Oficiální IRA v květnu 1972 svou kampaň ukončila.
Navzdory dočasnému příměří v roce 1972 a jednáním s britskými úřady byla Prozatímní IRA odhodlána pokračovat ve své kampani až do dosažení sjednoceného Irska. Vláda Spojeného království v Londýně věřila, že severoirská administrativa je neschopná udržet bezpečnostní situaci a snažila se nad pořádkovými silami v Severním Irsku převzít kontrolu. Britská vláda prosadila stav legislativní nouze a sesadila unionisty řízený parlament a vládu v Stormonte a představila přímou vládu z Londýna. Přímá vláda byla zamýšlena jako krátkodobé opatření. Střednědobá strategie měla obnovit samosprávu Severního Irska, která by byla akceptovatelná ze strany unionistů i nacionalistů. Dohoda se ukázala být klamná a problémy pokračovaly také v 70., 80. a 90. letech. Existence „no-go oblastí“ v Belfast a Derry byla výzvou k autoritě britské vlády v Severním Irsku a během Operace Motorman 31. července 1972 britská armáda zničila barikády a obnovila kontrolu nad oblastmi.

### Sunningdaleská dohoda a stávka UWC
V červnu 1973 po vydání zprávy britské vlády a po referendu o statusu Severního Irska, které proběhlo v březnu toho roku, byl založen nový parlamentní orgán Severoirské shromáždění. Volby se konaly 28. června. V říjnu 1973 tradiční nacionalistické a Unionistické strany spolu s britskou a irskou vládou sjednali Sunningdaleskou dohodu, která byla určena k vytvoření politického urovnání v rámci Severního Irska. Dohoda stanovila „sdílení moci“ – vytvoření výkonné moci, která zahrnovala nacionalisty i unionisty a vytvoření Irské rady – složené z ministrů Severního Irska a Irska, která by byla určena na podporu přeshraniční spolupráce.
Sunningdaleská dohoda, jejímž cílem byl konec existence Severního Irska jako součásti Spojeného království, rozdělila unionisty, kterým rovněž oponovala i IRA. Mnoho unionistů bylo proti sdílení moci a argumentovali tím, že není možné se o moc dělit s těmi nacionalisty, kteří se snaží o zničení státu.
Nakonec však Sunningdaleská dohoda byla svržena masovou akcí ze strany Loajalistických polovojenských skupin (zejména Ulsterských obranným sdružením, které mělo tehdy 20 000 členů) a dělníky, kteří tvořili ulsterskou dělnickou radu. Zorganizovali generální stávku, kterou výrazně omezili podnikání v Severním Irsku a základní služby jako dodávky vody a elektřiny. Nacionalisté argumentují, že britská vláda neudělala dost pro to, aby prolomila stávku a udržovala Sunningdaleskou iniciativu. Existují důkazy o tom, že stávka byla podporována britskou tajnou službou MI5. Tváří v tvář takové opozici unionisté odstoupili z vlády a nový režim se zhroutil. Třetího dne stávky 17. května 1974 dva UVF týmy z belfastské a středoulsterské brigády odpálily tři neohlášené bomby v autě uprostřed Dublinu během páteční večerní dopravní špičky, což mělo za následek 26 mrtvých a 300 zraněných. Devět minut nato čtvrtá bomba explodovala v Monaghanu a zabila dalších sedm lidí. Za tyto útoky nebyl nikdo odsouzen.

### Návrh nezávislého Severního Irska
Britský premiér Harold Wilson se tajně setkal s IRA v roce 1971. Během setkání účastníci diskutovali o britském odstoupení ze Severního Irska. Selhání Sunningdaleské dohody vedlo k vážnému projednávání o nezávislosti v Londýně až do prosince 1975. Kdyby se uskutečnilo odnětí Severního Irska, které Wilson ale i jiní podporovali, region by se stal jedním ze samostatných dominií Britského společenství.
Britské jednání s ilegální organizací rozhněvalo irskou vládu. Irský ministr zahraničí Garret FitzGerald diskutoval v memorandu v červnu 1975 o možnostech nezávislosti, znovurozdělení ostrova a možnosti upadnutí Severního Irska do občanské války a anarchie. Memorandum dávalo přednost sjednání nezávislosti, ale došlo k závěru, že Irská vláda může udělat jen málo.
Irská vláda proto nezabránila vypálení britské ambasády v Dublinu v roce 1972 členy IRA. Věřili, že nemohli zvětšit svou malou armádu v zemi o síle 12 500 vojáků v zemi. Pokud by v Severním Irsku vypukla občanská válka, měla by za následek mnoho obětí na životech a závažné důsledky pro Irsko, protože veřejnost by požadovala zásah irské armády na ochranu nacionalistů.

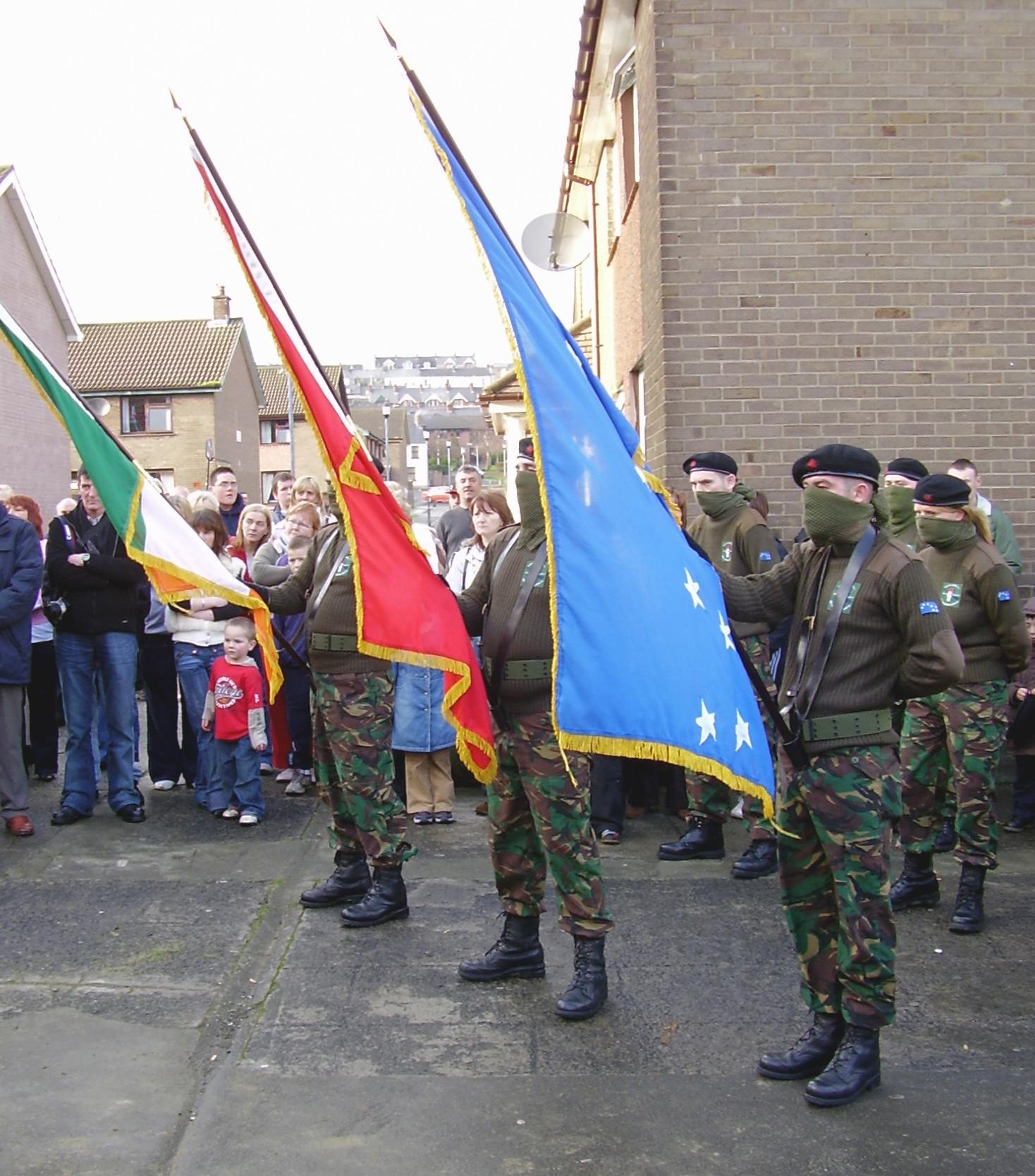
Inlay začala působit v polovině 70. let

### Polovina 70. let
V prosinci 1974, měsíc po bombových útocích v Birminghamu, při nichž bylo zabito 21 lidí, IRA vyhlásila příměří. Navzdory příměří pokračovalo náboženské násilí, které eskalovalo v roce 1975 v důsledku vnitřních rozbrojů mezi soupeřícími polovojenskými skupinami.
Dne 31. července 1975 v Buskhill nedaleko Newry byla ozbrojenci z UVF ze středoulsterské brigády přepadena populární irská kabaretní skupina Miami Showband, která se vracela domů do Dublinu po vystoupení v Banbridge. Útočníci měli oblečeny uniformy britské armády a vozidlo skupiny zastavili na falešném vojenském silničním kontrolním bodě na hlavní silnici A1. Tři z členů kapely, dva katolíci a jeden protestant, byli zastřeleni, zatímco dva členové UVF byli zabiti poté, co bomba umístěná do minibusu kapely předčasně explodovala. V lednu následujícího roku bylo 11 protestantských dělníků zastřeleno v Kingsmillu v Jižním Armaghu, poté co byli vyvedeni z jejich autobusu ozbrojeným republikánským gangem, který se nazýval Jihoarmaghské republikánské akční síly. Útok přežil jen jeden člověk. Tyto útoky byly provedeny v odvetě za Loajalistické útoky proti rodinám Reaveyomcovým a O'Dowdomcovým z předchozí noci.
Násilí pokračovalo po zbytek 70. let. Britská vláda znovu zakázala UVF v říjnu 1975, když příměří Prozatímní IRA skončilo. Počátkem roku 1976 Prozatímní IRA porušila příměří a vrátila se k násilí. Ztratila se tak naděje na rychlé odstoupení Britů ze Severního Irska a místo toho vypracovali strategii známou jako „Dlouhá válka“ (Long War), která zahrnovala méně intenzivní, ale trvalejší násilnou kampaň, která by mohla pokračovat donekonečna. Příměří Oficiální IRA z roku 1972 se stalo trvalým, strana se transformovala do Dělnické strany Irska, která absolutně odmítala násilí. Odštěpenecká frakce Oficiální IRA – Irská národní osvobozenecká armáda pokračovala v násilné kampani od roku 1974.

### Konec 70. let
Koncem 70. let vznikla skupina Obec lidí míru, která získala v roce 1976 Nobelovu cenu za mír. Obec lidí míru organizovala velké demonstrace na ukončení polovojenského násilí. Jejich kampaň postupně ztratila na síle, ale poté apelovali na nacionalistickou komunitu, aby poskytovala informace o IRA bezpečnostním silám.
V roce 1979 podnikla dva útoky proti Britům. Dne 27. srpna 1979 Lord Mountbatten, zatímco byl na dovolené v Mullaghmore v hrabství Sligo, byl zabit bombou ukrytou na palubě jeho lodi. Při tomto útoku byli zabiti i tři další lidé. Ten samý den bylo zabito 18 britských vojáků (většina z výsadkového pluku) dálkově řízenou bombou ve Warrenpointu v hrabství Down.
Poté, co se britské vládě nedařilo dosáhnout politického urovnání, pokusila se „normalizovat“ Severní Irsko. Zrušila internace bez soudu a odstranění politického statusu polovojenských vězňů. Od roku 1972 byli členové polovojenských organizaci souzeni bezporotními soudy, aby se předešlo zastrašování poroty, a mělo s nimi být proto zacházeno jako s obyčejnými zločinci. Odpor proti této politice mezi republikánskými vězni vedl k tomu, že více než 500 z nich zahájilo ve věznici v Maze protesty „na dece“, charakteristické odmítáním vězeňského mundúru a „špinavý protest“ odmítání hygieny. Jejich protesty přešly v letech 1980 a 1981 až do hladovky, která byla zaměřena na obnovení statusu politických vězňů a další ústupky.

## 80. léta

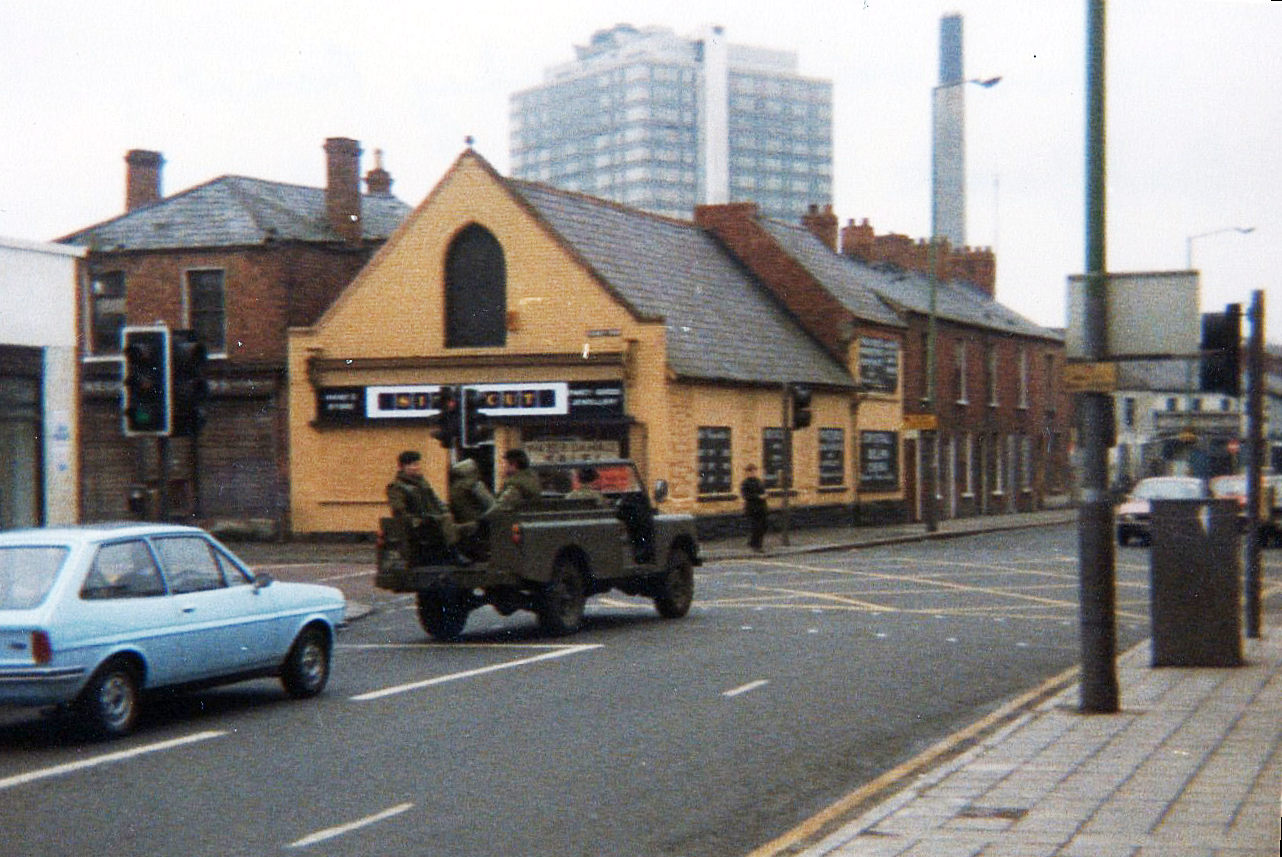
Britská armáda v jižním Belfastu

V irské hladovce v roce 1981 zemřelo hladem 10 republikánských vězňů (sedm z Prozatímní IRA a tři z Inlay). První, který v hladovce zemřel, byl Bobby Sands. Hladovka rezonovala mezi mnoha nacionalisty. Přes 100 000 lidí se zúčastnilo pohřbu Bobbyho Sandse v Západním Belfastu a tisíce dalších lidí se zúčastnilo pohřbů ostatních hladovkářů. V návaznosti na hladovku se strana Sinn Féin, politické křídlo Prozatímní IRA, poprvé zúčastnila voleb v Severním Irsku i v Irsku.
Irská republikánské armáda byla podporována velkými dary zbraní z Libye v roce 1980 kvůli hněvu Muammara Kaddáfího na vládu Margaret Thatcherové, která pomáhala Reaganově vládě při bombardování Tripolisu, kde bylo údajně zabito jedno Kaddáfího dítě, jakož i díky pomoci finančních darů od Irů ze Spojených států, kteří souhlasili s cíli IRA.

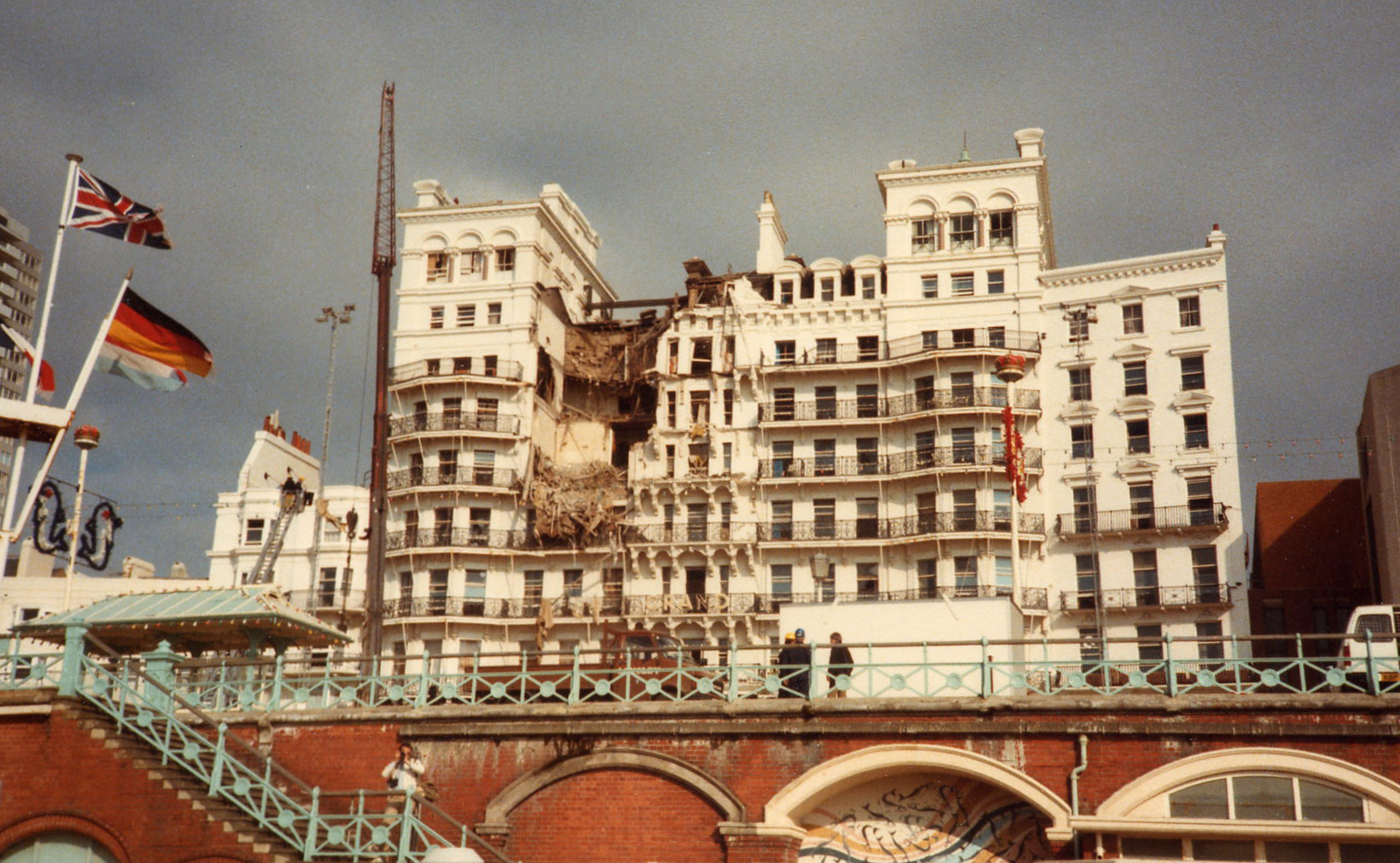
Grand Brighton Hotel po bombovém útoku IRA v říjnu 1984

Irská národní osvobozenecká armáda začala být velmi aktivní na začátku a v polovině 80. let. V roce 1982 provedla bombový útok na diskotéce, kde se bavili britští vojáci mimo službu, a zabili 11 vojáků a 6 civilistů. Další velkou akcí IRA v tomto období byl bombový útok na Grand Brighton Hotel 12. října 1984, kde explodovala 100librová bomba umístěná v hotelu ve městě Brighton, v němž politici včetně premiérky Margaret Thatcherové zůstali na konferenci Konzervativní strany. Bylo zabito 5 lidí a dalších 40 bylo zraněno.
Dne 28. února 1985 bylo v Newry zabito devět důstojníků RUC (sedm protestantů a dva katolíci) během minometného útoku na policejní stanici na Corry Square. Útok byl naplánován Jihoarmaghskou brigádou IRA a jednotkami IRA v Newry. Devět granátů bylo vypáleno z minometu Mark 10, který byl přišroubován k zadní části ukradené dodávky značky Ford v Crossmaglenu. Osm granátů zasáhlo policejní stanici, ale devátý zasáhl unibuňku používanou jako jídelna. 8. listopadu 1987 v Enniskillen v hrabství Fermanagh explodovala časovaná bomba Prozatímní IRA během shromáždění k připomínce dne válečných veteránů. Bomba vybuchla v památníku, který byl v centru shromáždění. 11 lidí (deset civilistů a jeden policista spolu s těhotnou ženou) bylo zabito a 63 bylo zraněno. IRA označila útok za chybu a za svůj skutečný cíl označila britské vojáky, kteří pochodovali k památníku. Jednotka, která útok provedla, byla rozpuštěna. Loajalistické polovojenské skupiny reagovaly odvetnými bombovými útoky na katolíky.
V roce 1988 byli tři dobrovolníci IRA zastřeleni na čerpací stanici Shell na Winston Churchill Avenue v Gibraltaru. Tento incident se stal známým jako Operace Flavius. Jejich pohřeb na hřbitově Milltown v Belfastu byl napaden Michaelem Stonem, členem UDA, který za použití granátů a střelby zabil tři lidi, z nichž jeden byl dobrovolník IRA.
V osmdesátých letech Loajalistické polovojenské skupiny včetně ulsterských dobrovolnických sil, ulsterských obranných sdružení a ulsterského odporu, dovážely zbraně a výbušniny z Jihoafrické republiky. Zbraně byly následně rozděleny mezi tyto tři skupiny a vedly k eskalaci útoků mezi katolíky, i když se část výzbroje (např. RPG) dala použít jen velmi těžko. Tyto vraždy byly údajně odvetou za Anglo-irskou dohodu z roku 1985, která dala irské vládě poradní roli ve vládě Severního Irska.
V roce 1987 se Irská lidová osvobozenecká organizace (Irish People's Liberation Organisation IPLO), což byla odtržená frakce INLA, zapojila do krvavé pomsty proti INLA a oslabila její přítomnost v některých oblastech. V roce 1992 byla IPLO zničena Dočasnou IRA za jejich zapojení se do drogové činnosti a tak tento spor skončil.

## 90. léta
Od konce 80. let, zatímco IRA pokračovala ve své ozbrojené kampani, její politické křídlo Sinn Féin, vedené Gerry Adamsem od roku 1983, hledalo řešení jak konflikt ukončit. V prohlášení během interview v roce 1970 řekl, že válka bude trvat dalších 20 let. Řídil otevřené rozhovory s vůdcem politické strany SDLP Johnem Humem a tajná jednání s vládními úředníky. Loajalisté se prostřednictvím protestantských duchovních také zapojili do zákulisních rozhovorů o ukončení násilí s britskými a irskými vládami .

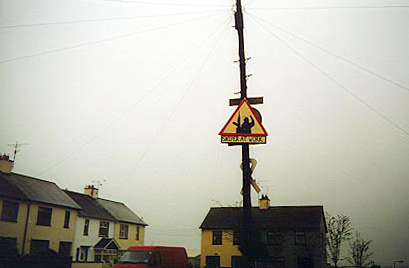
Značka „Odstřelovač v práci“ v Crossmaglene

### Zhoršení situace v jižním Armaghu
Jihoarmaghská brigáda IRA využívala od 70. let vesnici Crossmaglen jako svou pevnost. Okolní vesnice Silverbridge, Cullyhanna, Culloville, Forkhill, Jonesborough a Creggan byly také pevnosti IRA. V únoru 1978 byl v blízkosti Silverbridge sestřelen vrtulník Gazelle britské armády, přičemž zahynul podplukovník britské armády Ian Corden-Lloyd.
V 90. letech přišla IRA s novým plánem na omezení pěších hlídek britské armády v okolí Crossmaglenu. Vytvořili dva týmy odstřelovačů na útoky proti hlídkám britské armády i RUC. Odstřelovači zabili devět lidí (sedm vojáků a dva příslušníky RUC). Poslední oběť odstřelovače před Velkopáteční dohodou byl britský voják Steven Restorick. V 80. letech IRA vyvinula útoky na helikoptéry v jižním Armaghu a jinde, jako například sestřelení vrtulníku Gazelle, který letěl přes hranici hrabství Tyrone a Monaghan. Tento incident si nevyžádal žádné oběti.
Dalším incidentem v jižním Armaghu byla bitva o Newry Road v září 1993. Dva další vrtulníky Lynx a Puma byly sestřeleny palbou z improvizovaných minometů v roce 1994. Během tohoto období IRA zřídila kontrolní stanoviště v jižním Armaghu a provozovala je bez povšimnutí bezpečnostních sil.

### První příměří
Po delším vyjednávání loajalistické i republikánské skupiny v roce 1994 vyhlásily příměří.
V roce 1993 UDA a UVF zintenzivnily zabíjení katolíků. IRA na to reagovala bombovým útokem na Shankill Road v říjnu 1993. Jeho cílem bylo zlikvidovat vedení UDA, ale bomba zabila osm protestantských civilistů a jednoho člena UDA. Bomba také zabila jednoho pachatele, když vybuchla předčasně. UDA to oplatila masovou střelbou v nacionalistických oblastech jako je Greysteel a Castlerock.
Dne 16. června 1994 těsně před příměřím Irská národní osvobozenecká armáda zastřelila člena UVF na Shankill Road. Z pomsty o tři dny později UVF zabilo šest civilistů během střelby v baru v Loughinisland. Měsíc před příměřím IRA zabila čtyř vysoce postavených loajalisty (tři z UDA a jednoho z UVF). Dne 31. srpna 1994 Dočasná IRA vyhlásila příměří. Loajalistického polovojenské skupiny se dočasně spojily do Kombinovaného Loajalistického vojenského velení o šest týdnů později.
V roce 1995 byl ve Spojených státech jmenován George Mitchell na post speciálního vyslance Spojených států pro Severní Irsko. Britská a irská vláda se dohodly, že Mitchell bude předsedat mezinárodní komisi o odzbrojení polovojenských skupin.

### Druhé příměří
Dne 9. února 1996, méně než dva roky po vyhlášení příměří, jej IRA přerušila bombovým útokem v Docklands v oblasti Canary Wharf v Londýně. Bomba zabila dva lidi a způsobila škodu v hodnotě 85 milionů liber. Sinn Féin obvinila ze selhání příměří britskou vládu, která odmítla jednání všech politických stran, dokud IRA nevyřadí své zbraně.
Následovalo několik dalších útoků, z nichž byl nejvýznamnější bombový útok v Manchesteru 15. června 1996, během něhož byla zničena velká plocha v centru města. Jednalo se o největší pumový útok v Británii od druhé světové války. Díky telefonnímu varování a rychlé reakci záchranných služeb se útok obešel bez úmrtí, avšak 212 lidí bylo zraněno. Škody způsobené výbuchem byly vyčísleny na 411 milionů liber. Stephen Restorick byl poslední britský voják, který byl zabit před Velkopáteční dohodou. Byl zastřelen 12. února 1997 na hraničním přechodu jihoarmaghským odstřelovačem, později identifikovaným jako Bernard Henry McGinn.
IRA opět deklarovala příměří v roce 1997; poté, co jednání o dokumentu známém jako Velkopáteční dohoda začala bez Sinn Féin. V září téhož roku Sinn Féin podepsala tzv. Mitchellovy principy a byla přijata do jednání. UVF bylo první polovojenské seskupení, které se rozštěpilo v důsledku jejich příměří a vytvořil se Loajalistický dobrovolnický sbor (LVF). V prosinci 1997 INLA zavraždila vůdce LVF Billyho Wrighta, což vedlo k řadě odvetného zabíjení katolíků touto loajalistickou skupinou. Skupina, která se odtrhla od Prozatímní IRA, vytvořila Pravou IRA.
V srpnu 1998 provedla Pravá IRA Bombový útok v Omaghu, při němž zemřelo 29 civilistů. Tento bombový útok zdiskreditoval „disidentské republikány“ v očích těch, kteří je předtím podporovali. Stali se z nich malé skupiny s malým dopadem, ale stále schopné násilí. INLA také vyhlásila příměří po belfastské dohodě v roce 1998. Od té doby byla většina polovojenského násilí zaměřená na jejich „vlastní“ komunity a další frakce v rámci jejich organizaci. UDA například bojovala se svými loajalistickými kolegy z UVF od roku 2000.

Členové Prozatímní IRA byli mezitím obviněni z účasti na vraždách Roberta McCartneyho, Matthewa Burnse, Jamese Curran, Andrewa Kearneya a kromě toho z různých jiných obvinění.

### Politický proces
Po příměří byla zahájena jednání mezi hlavními politickými stranami v Severním Irsku. Rozhovory vedly k Velkopáteční dohodě v roce 1998. Ta obnovila samosprávu Severního Irska na základě „sdílení moci“. V roce 1999 se zformoval výkonný výbor, který se skládal ze čtyř hlavních stran včetně Sinn Féin. Mezi další významné změny patřila reforma Královské ulsterských policie a její přejmenování na Policejní sbor Severního Irska, který měl zaměstnat alespoň 50 % u katolíků na deset let, a zrušení soudů bez poroty v roce 2007. Bezpečnostní normalizační proces byl také součástí smlouvy, který zahrnoval postupné zavírání nadbytečných kasáren britské armády, hraničních rozhleden a stažení všech sil zúčastněných na operaci Banner – včetně Batalion Královského irského pluku, který byl tímto nahrazen pěchotní brigádou rozmístěnou na deseti místech po celém Severním Irsku, ale bez operativních úkolů v provincii.
Charakteristickým rysem severoirské politiky po dohodě byl útlum ve volebních podmínkách stran jako například Sociálně demokratická a labouristická strana a Ulsterská unionistická strana, a utlumení nepřátelství mezi soupeřícími stranami Sinn Féin a Demokratickou unionistickou stranou. Ačkoliv se politické násilí výrazně snížilo, náboženské nepřátelství nezmizelo. Veřejný prostor byl rozdělen mezi katolické nacionalisty a protestantské unionisty tak jako předtím.

## Tajná dohoda mezi britskými silami a loajalisty
Ve snaze mařit aktivitu IRA byly mnohdy činěny tajné dohod mezi státními bezpečnostními silami (britské armády, RUC) a loajalistickými polovojenskými jednotkami. Jejich členy byli vojáci a policisté, kteří se v době, kdy byli mimo službu, účastnili loajalistických útoků. Také dodávali zbraně a informace loajalistům, nezakročovali proti nim a bránili policejnímu vyšetřování. De Silva ve své zprávě uvádí, že během 80. let 85 % informací, které používali loajalisti při útocích, pocházelo od bezpečnostních složek. Bezpečnostní síly měly také řadu dvojitých agentů a informátorů uvnitř loajalistických skupin, kteří na rozkaz organizovali útoky. U 210 loajalistů, kteří byli zatčeni týmem Stevens, vyšetřování zjistilo, že 207 z nich byli státní agenti nebo informátoři.
Rekruti britské armády v místním ulsterských obranném pluku (UDR) byly téměř všichni protestanti. V roce 1990 bylo 197 vojáků UDR odsouzených za účast na teroristických činech včetně 19 usvědčených z vraždy. Byl to však jen malý zlomek provinění, kteří sloužili v pluku, ale podíl byl vyšší než při odsouzení členy britské armády, RUC a civilního obyvatelstva.
Během 70. let Glennaneský gang – tajná aliance Loajalistických militantů, britských vojáků a důstojníků RUC provedla sérii útoků proti katolíkům v Severním Irsku známou jako „vražedný trojúhelník“. Také provedli několik útoků v Irsku, Britská skupina tajné dohody v Irsku si nárokuje 120 vražd, většinu obětí tvořili civilisté. V Casselově zprávě vyšetřovali 76 vražd a našli se důkazy, že vojáci a policisté byli zapojeni do 74 z nich. Jeden člen, RUC důstojník John Weir tvrdil, že jeho nadřazení věděli o tajné dohodě, ale dovolili, aby pokračovala. Casselova zpráva rovněž uvedla, že někteří vedoucí pracovníci věděli o trestné činnosti, ale neudělali nic pro prevenci, vyšetřování a trestání. Útoky přisuzované skupině jsou: bombové útoky v Dublinu a Monaghanu (1974), vyvraždění skupiny Miami Showband (1975) a vyvraždění rodin Reaveyoů a O'Dowdovů (1976).
Bezpečnostní síly prostřednictvím dvojitých agentů a informátorů pomáhaly loajalistickým skupinám se zabíjením lidí, a to včetně civilistů. Vyšetřování zjistilo, že to konflikt zhoršilo a prodloužilo. Polní průzkumná jednotka (FRU) britské armády byl hlavní orgán který soustřeďoval tyto agenty. Brian Nelson, šéf rozvědky UDA, byl agentem FRU. Prostřednictví Nelsona, FRU pomáhala loajalistům zaměřit osoby na zabití. Velitelé FRU tvrdili, že pouze pomáhali loajalistům označovat republikánské aktivisty a předcházet zabíjení civilistů. Vyšetřování našlo důkaz, že byly zachráněny pouze dva životy, a že Nelson/FRU je zodpovědný za nejméně 30 vražd a dalších útoků – mnoho z nich byli civilisté. Jednou z obětí byl i advokát Pat Finucane. Nelson také dohlížel na dodávky zbraní pro loajalisty v roce 1988. V letech 1992 až 1994 byli loajalisté zodpovědní za více útoků než republikáni.
Zpráva policejního ombudsmana z roku 2007 odhalila, že členům UVF bylo dovoleno provést sérii teroristických činů, včetně vražd, zatímco pracovali jako informátoři pro speciální oddělení RUC. Bylo zjištěno, že speciální oddělení dalo informátorům imunitu tím, že zajistilo, aby nebyli chyceni a odsouzeni; blokovali i prohledávání kvůli zbraním. Policejní ombudsmanka Nuala O'Loanová řekla, že to vedlo ke stovkám mrtvých a že vysocí britští úředníci na ni tlačili, aby zastavila vyšetřování. Člen UVF Robin Jackson byl spojen s 50 až 100 vraždami v Severním Irsku, přestože nikdy nebyl odsouzen za jakoukoliv z nich.

## Zmizení
Během 70. a 80. let republikáni a loajalisté unesli mnoho lidí, kteří byli údajní informátoři. Tito lidé byli vyslýcháni, mučeni a následně popraveni. Do roku 2015 bylo nalezeno 9 z 15 obětí.
Bezpečnostní síly britské vlády včetně Vojenských reakčních sil (MRF) provedly útoky, které byly popsány jako mimosoudní popravy neozbrojených civilistů. Jejich oběti byly často katolíci, kteří nebyli spojeni s žádnou polovojenskou skupinou – jako například střelba 12. května 1972 v Andersonstowne na sedm neozbrojených civilistů a střelba britských vojáků 15. dubna 1972 ve Whiterock Road na dva neozbrojené katolické civilisty. Člen MRF v roce 1978 uvedl, že se často pod falešnou vlajkou pokoušeli vyprovokovat náboženský konflikt.

## Obvinění ze střelby na zabití
Republikáni tvrdí, že policisté využívali politiku vražedné střelby namísto toho, aby zatkli podezřelé. Bezpečnostní síly to popřely a poukázaly na mimořádné situace jako zabití 8 členů IRA v Loughgall v roce 1987, kteří byli těžce ozbrojeni. Jiní argumentují, že incidenty jako zastřelení tří neozbrojených členů IRA v Gibraltaru jednotkou SAS o deset měsíců později, potvrdily podezření mezi republikány, a v britských a irských médiích se objevily zprávy o tiché politice vražedné střelby britských sil, která byla používána proti podezřelým z členství v IRA.

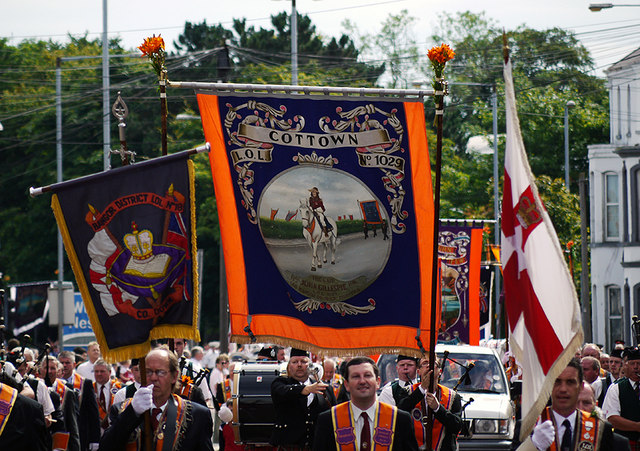
Členové Oranžského řádu pochodují v Bangoru (2010)

## Pochody Oranžského řádu
Mezikomunitní napětí často stoupalo během „pochodové sezóny“, když protestantský Oranžský řád pořádal pochody napříč celým Severním Irskem. Přehlídky se konají u příležitosti vítězství Viléma Oranžského v bitvě u Boyne v roce 1690, čímž zajistil protestantskou převahu a britskou nadvládu v Irsku.
Jedním konkrétním ohniskem, který způsobil trvající roční spor, byla oblast Garvaghy Road v Portadown, kde oranžisté procházeli nacionalistickou oblastí. Tento průvod byl prozatím zakázán na neurčito po nacionalistických nepokojích proti doprovodu, a také po loajalistických odvetných nepokojích proti jeho zákazu. V letech 1995, 1996 a 1997 došlo k několik týdnů trvajícím nepokojům v celém Severním Irsku kvůli bezvýchodné situaci v Drumcree. Během těchto nepokojů zemřela řada lidí, včetně katolického taxikáře, který byl zabit Loajalistickými dobrovolnými silami, a tří katolických sourozenců, kteří zemřeli poté, co na jejich dům v Ballymoney házeli zápalné lahve.

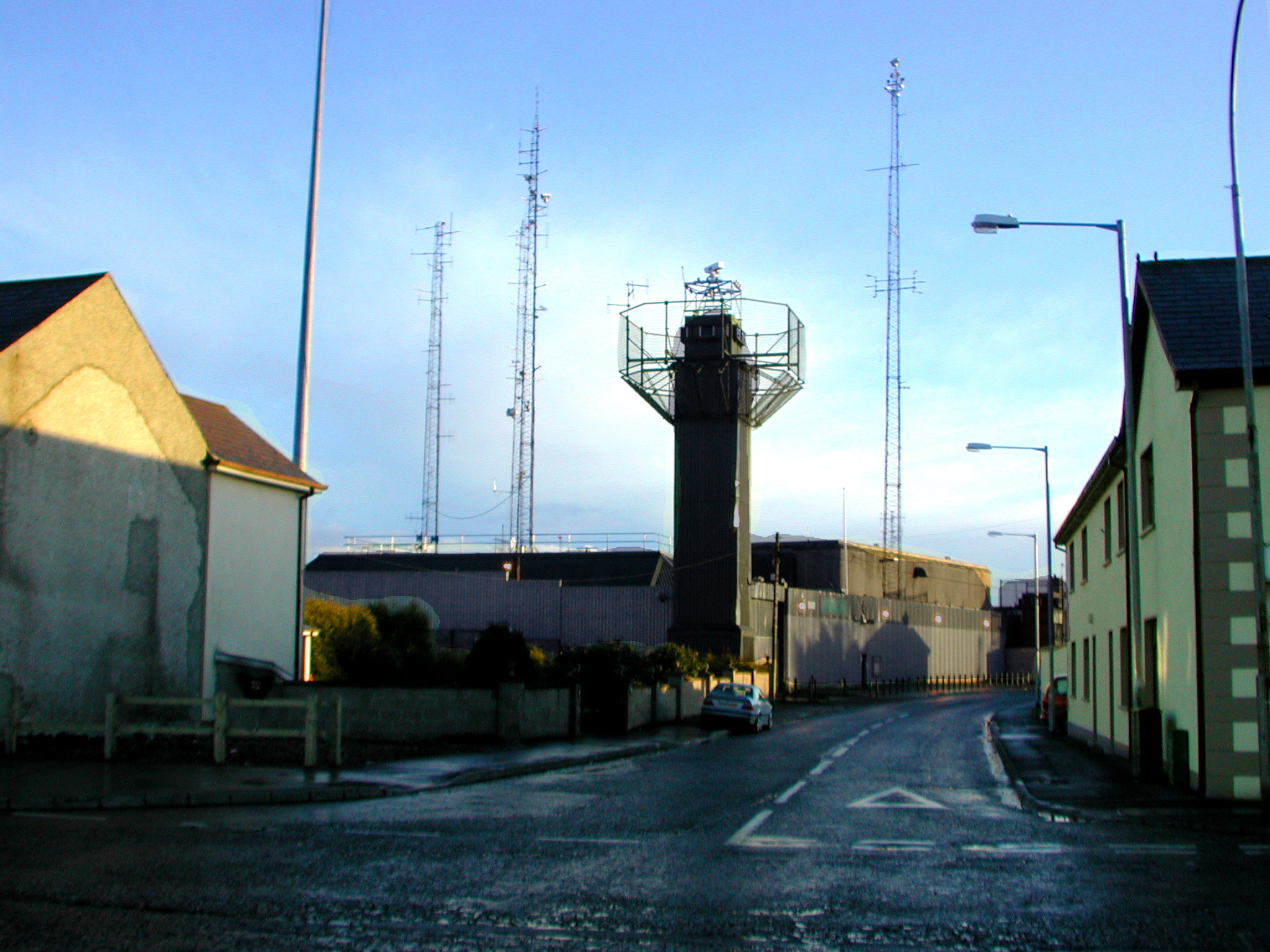
Rozhledna v silně opevněné základně RUC.

## Sociální dopady
Vliv konfliktu na obyvatele Severního Irska byl přirovnán k zátěži obyvatel v Londýně během Blitzu. Stres plynoucí z bombových útoků, bezpečnostních kontrol a vojenské přítomnosti měl nejsilnější vliv na děti a mladistvé. Také byly obavy, že místní polovojenské skupiny použijí jako odplatu proti různým přestupkům jako trest bití.
Kromě násilí a zastrašování konflikt prohloubil chronickou nezaměstnanost a nedostatek bydlení. Z mnoha lidí se stali bezdomovci v důsledku zastrašování nebo proto, že jejich domy byly spáleny a městská výstavba je nedokázala nahradit. Belfastské rodiny čelily přemístění do nových cizích nemovitostí, když byly zbourány staré a zchátralé okresy jako Sailortown nebo Pound Loney. Podle sociální pracovnice Sarah Nelsonové tyto nové společenské problémy bezdomovectví a dezorientace přispěly ke zhroucení normálního běžného života, což v některých oblastech umožnilo polovojenským skupinám získat silný vliv. Velkým problémem byl také vandalismus. V roce 1970 bylo 10 000 prázdných domů v Belfastu poškozených. Většina vandalů byly děti ve věku mezi osmi a třinácti lety.

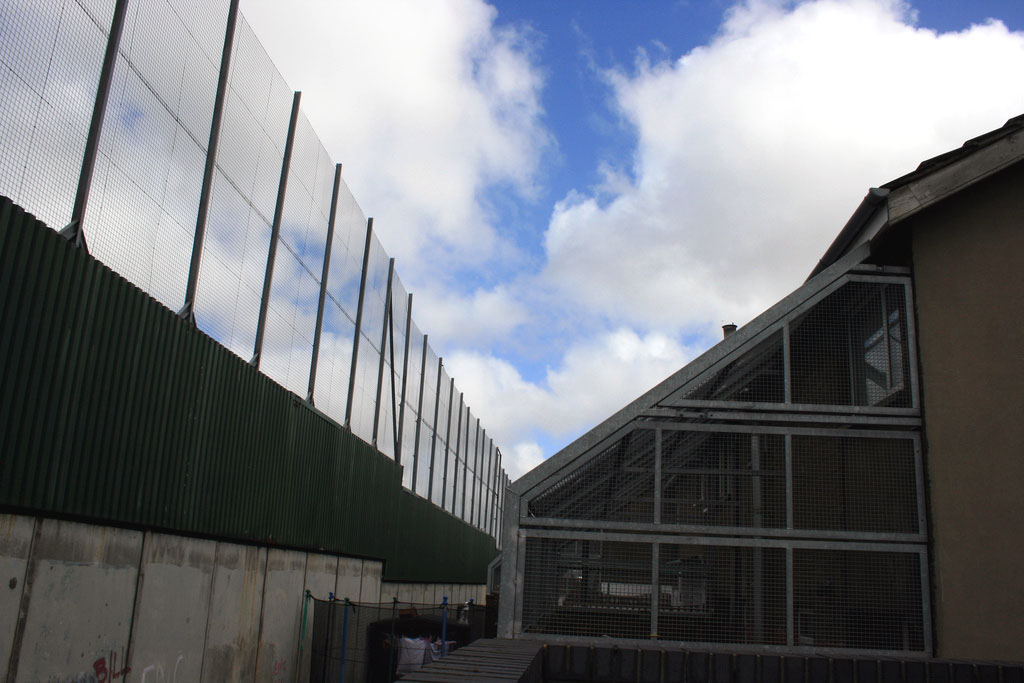
Mírová linie u zadní části domu na Bombay Street v Belfastu

Podle jednoho historika konfliktu, stres z konfliktu způsobil zhroucení přísné sexuální morálky v Severním Irsku, což mělo za následek „zmatené požitkářství“ ve vztahu k osobnímu životu. Ve městě Derry se zvýšily nemanželské porody, alkoholismus a také se zvýšila rozvodovost párů. Problém byl také v alkoholismu mladistvých, částečně v důsledku pití v klubech, který se rozšířil v loajalistických i republikánských komunitách. V mnoha případech byl slabý rodičovský dohled nad dětmi zejména v chudších čtvrtích. Ministerstvo zdravotnictví vyhlásilo na základě zprávy Mikea Tomlinsona z Královniny univerzity v roce 2007, že následky konfliktu jsou hlavní příčinou sebevražd v Severním Irsku.

## Ztráty na životech
V letech 1969 až 2001 bylo během konfliktu zabito 3532 lidí. Počty mrtvých se liší a sahají od 3532 (1969–2001) po 3722 (1966–2007) v důsledku různých metodik. V knize Politika antagonismu: Pochopení Severního Irska, Brendan O'Leary a John McGarrym poukázali na to, že „téměř dvě procenta populace Severního Irska bylo zabito nebo zraněno během politického násilí. V roce 2010 se odhadovalo, že v Severním Irsku utrpělo úraz v důsledku konfliktu až 107 000 lidí. Na základě údajů shromážděných severoirskou statistickou a výzkumnou agenturou, se počet „obětí“ odhaduje na 500 000 pouze v Severním Irsku. Pojem „oběť“ se tu ale definuje pro ty, kteří byli přímo ovlivněni úmrtím, fyzickým poraněním nebo traumatem v důsledku konfliktu.

### Odpovědnost
Přibližně 60 % mrtvých bylo zabito republikány, 30 % loajalisty a 10 % britskými bezpečnostními silami.
| Odpovědnost za zabíjení   | Odpovědnost za zabíjení |
| Odpovědná strana          | Počet                   |
| ------------------------- | ----------------------- |
| Republikánské skupiny     | 2058                    |
| Loajalistické skupiny     | 1026                    |
| Britské bezpečnostní síly | 363                     |
| Neznámé osoby             | 79                      |
| Irské bezpečnostní síly   | 5                       |
| Celkem                    | 3531                    |

Zabití britskými bezpečnostními silami:
- 187 (~ 51.5%) byli civilisté
- 145 (~ 39.9%) byli členové republikánských skupin
- 18 (~ 4.9%) byli členové Loajalistického skupin
- 13 (~ 3.5%) byli kolegové z britských ozbrojených sil

Zabití republikánskými skupinami:
- 1080 (~ 52%) byli členové nebo bývalí členové britských ozbrojených sil
- 723 (~ 35%) byli civilisté
- 187 (~ 9%) byli členové republikánských skupin
- 57 (~ 2.7%) byli členové republikánských skupin
- 57 (~ 2.7%) byli členové irských bezpečnostních sil

Zabití loajalistickými skupinami:
- 877 (~ 85.4%) byli civilisté
- 94 (~ 9%) byli členové loajalistických skupin
- 41 (~ 4%) byli členové republikánských skupin
- 14 (~ 1%) byli členové britských bezpečnostních sil

### Status
Přibližně 52% mrtvých byli civilisté, 32% byli členové nebo bývalí členové britských bezpečnostních sil, 11% byli členové republikánských polovojenských jednotek a 5% byli členové Loajalistických polovojenských jednotek. Několik obětí, které byly uvedeny jako civilisté, byly později potvrzeny jako členové IRA. Jeden člen UDA a tři členové UVF byli v době své smrti během konfliktu členy ulsterského obranného pluku. A minimálně jedna civilní oběť byl člen územní armády mimo službu.
| Úmrtí podle statusu obětí                                           | Úmrtí podle statusu obětí |
| Status                                                              | Počet                     |
| ------------------------------------------------------------------- | ------------------------- |
| Civilisté (včetně civilních politických aktivistů)                  | 1840                      |
| Pracovníci britských bezpečnostních sil (sloužící i bývalí členové) | 1125                      |
| Britská armáda (včetně UDR, RIR a TA)                               | 757                       |
| Královská ulsterská policie                                         | 319                       |
| Vězeňský sbor Severního Irska                                       | 26                        |
| Anglické policejní síly                                             | 6                         |
| Královské letectvo                                                  | 4                         |
| Královské námořnictvo                                               | 2                         |
| Pracovníci irských bezpečnostních sil                               | 11                        |
| Garda Síochána                                                      | 9                         |
| Irská armáda                                                        | 1                         |
| Irský vězeňský sbor                                                 | 1                         |
| Členové republikánských skupin                                      | 396                       |
| Členové loajalistických skupin                                      | 170                       |

### Poloha
Většina zabití se odehrála v Severním Irsku a to zejména v Belfastu. Většina vražd v Belfastu se odehrála na západě a severu města. Dublin, Londýn a Birmingham byly také ovlivněny, i když v menší míře, než Severní Irsko samotné. Občas se IRA pokoušela provést útoky na britské cíle v Gibraltaru, Německu a Nizozemsku.
| Úmrtí v konfliktu podle polohy | Úmrtí v konfliktu podle polohy |
| Poloha                         | Počet                          |
| ------------------------------ | ------------------------------ |
| Belfast                        | 1,541                          |
| Západní Belfast                | 623                            |
| Severní Belfast                | 577                            |
| Jižní Belfast                  | 213                            |
| Východní Belfast               | 128                            |
| Hrabství Armagh                | 477                            |
| Hrabství Tyrone                | 340                            |
| Hrabství Down                  | 243                            |
| Derry                          | 227                            |
| Hrabství Antrim                | 209                            |
| Hrabství Londonderry           | 123                            |
| Hrabství Fermanagh             | 112                            |
| Irsko                          | 116                            |
| Anglie                         | 125                            |
| Kontinentální Evropa           | 18                             |

### Chronologické pořadí
| Úmrtí v konfliktu podle roku | Úmrtí v konfliktu podle roku |
| Rok                          | Počet                        |
| ---------------------------- | ---------------------------- |
| 2002                         | 20                           |
| 2001                         | 16                           |
| 2000                         | 19                           |
| 1999                         | 8                            |
| 1998                         | 55                           |
| 1997                         | 22                           |
| 1996                         | 18                           |
| 1995                         | 9                            |
| 1994                         | 64                           |
| 1993                         | 88                           |
| 1992                         | 88                           |
| 1991                         | 97                           |
| 1990                         | 81                           |
| 1989                         | 76                           |
| 1988                         | 104                          |
| 1987                         | 98                           |
| 1986                         | 61                           |
| 1985                         | 57                           |
| 1984                         | 69                           |
| 1983                         | 84                           |
| 1982                         | 111                          |
| 1981                         | 114                          |
| 1980                         | 80                           |
| 1979                         | 121                          |
| 1978                         | 82                           |
| 1977                         | 110                          |
| 1976                         | 297                          |
| 1975                         | 260                          |
| 1974                         | 294                          |
| 1973                         | 255                          |
| 1972                         | 480                          |
| 1971                         | 171                          |
| 1970                         | 26                           |
| 1969                         | 16                           |

### Doplňkové statistiky
| Doplňkové statistiky konfliktu                | Doplňkové statistiky konfliktu |
| Incident                                      | Počet incidentů                |
| --------------------------------------------- | ------------------------------ |
| Zranění                                       | 47 541                         |
| Přestřelky                                    | 36 923                         |
| Ozbrojené loupeže                             | 22 539                         |
| Lidé obvinění z polovojenských trestných činů | 19 605                         |
| Bombové útoky a pokusy o ně                   | 16 209                         |
| Žhářství                                      | 2 225                          |